# Scotoecus
Scotoecus és un gènere de ratpenats de la família dels vespertiliònids.

## Taxonomia
- Scotoecus albigula
- Scotoecus albofuscus
- Scotoecus hindei
- Scotoecus hirundo
- Scotoecus pallidus